# التریپه
التریپه (به فرانسوی: Altrippe) یک کمون در فرانسه است که در canton of Grostenquin واقع شده‌است. التریپه ۴٫۸۸ کیلومتر مربع مساحت دارد ۲۵۰ متر بالاتر از سطح دریا واقع شده‌است.